# Замок Кіллеві
Замок Кіллеві (англ. Killeavy Castle) — один із замків Ірландії, розташований у графстві Арма, Північна Ірландія. Побудований у ХІХ столітті. При будівництві використаний граніт. Замок розбудовував архітектор Джордж Парворт з Дубліна. Замок становить естетичну цінність — живописний, стоїть біля підніжжя гори Слів Гулліон. Стіни, ворота, сад утворювали один архітектурний комплекс.
У свій час замок був відомий як замок Кіллеві-лодж. Замок був резиденцією родини Фоксалл, чия гробниця знаходиться поруч — у церкві святого Луки. У 1836 році Пауелл Фоксалл (1800—1875) — банкір з Ньюрі доручив архітектору Джорджу Парворту розбудувати свій замок. Згодом амок був перетворений у великий величний замок, побудований в стилі псевдоготики.
Збереглися записи 1837 року, де говориться, що замок Кіллеві — резиденція Джона Фоксалла, знаходиться в землі Клонлун. Стоїть на східному схилі гори Слів Гулліон і побудований з хорошим смаком.
У 1852 році замок був виставлений на продаж на аукціоні. Але покупець не був знайдений, а потім вотчина продавалась по частинам. До 1881 року замок Кіллеві перебував у володінні родини Белл, і після цього він став відомий у місцевому масштабі як замок Белла. Вільям Р. Белл (1872—1941) і його дружина Мері (пом. 1949) — обидва поховані в церкві Святого Луки в Мей.
Нині замок стоїть у руїнах. Нові власники планують реставрувати замок і зробити там готель для туристів. Замок Кіллеві був проданий на аукціоні за £ 1 190 000. Він був куплений парою з Австралії. Вони замовили в архітекторів проектувати 36-кімнатний готель, розташований недалеко від замку і відновити замок «до своєї колишньої слави». Вони заявили, що це може створити 85 робочих місць. Подружжя, які побажали залишитися анонімними, сподіваються подати заяву на дозвіл планування для проекту на початку 2017 року. Замок стояв пусткою більше 10 років і сильно зруйнувався. Земельні володіння навколо замку Кіллеві включають 330 акрів землі та лісові масиви. Проект реставрації розробляє ірландський архітектор П. О'Хагган.